# 162
Cette page concerne l'année 162  du calendrier julien. Pour l'année 162 av. J.-C., voir 162 av. J.-C. Pour le nombre 162, voir 162 (nombre).
L'année 162 est une année commune qui commence un jeudi.

## Événements
- Les combats en Arménie continuent. Vologèse IV envahit de nouveau la Syrie romaine[1]

- Le co-empereur Lucius Verus quitte Rome au début de l'été accompagné du préfet du prétoire Victorinus et du général Marcus Pontius Laelianus Larcius Sabinus. Marc Aurèle l'accompagne jusqu'à Capoue. Verus tombe malade lors d'une partie de chasse en Apulie. Il navigue jusqu'à Corinthe, puis se rend à Athènes auprès d'Hérode Atticus où il est initié aux mystères d'Éleusis[1]. Il débarque à Antioche en Syrie à la tête d'une armée pour affronter les Parthes. Il est aidé dans cette tâche par ses légats Statius Priscus et surtout Avidius Cassius qui s'empare très vite de la direction réelle des opérations tandis que Verus se signale par son faste et ses débauches, selon l'Histoire Auguste[2].

- Inauguration de l’aqueduc de Zaghouan, qui alimente Carthage en eau[3].

## Naissances en 162
- Marcus Annius Verus Caesar, fils de Marc Aurèle et de Faustine[1].